# Ozuna
Juan Carlos Ozuna Rosado (San Juan, 13 de marzo de 1992), conocido simplemente como Ozuna, es un cantante, compositor y actor puertorriqueño. Caracterizado por su voz aguda, emplea en el reguetón como principal género musical y también trabaja con estilos cercanos al pop y al igual que otros géneros urbanos como el trap.
Su interés por la música surgió a los 12 años, cuando empezó a componer canciones. Inició su carrera musical en 2012, al publicar su primera canción titulada «Imaginando». En 2014, firmó un contrato con la discográfica Golden Family Records, lo que permitió afianzar su carrera. Al año siguiente, sacó canciones como «Si tu marido no te quiere» y «Falsas mentiras» y realizó varios conciertos en América Latina.
Saltó a la fama en 2016 al colaborar en el sencillo «La ocasión» de DJ Luian y Mambo Kingz junto con De La Ghetto, Arcángel y Anuel AA, que tuvo el puesto veintidós de la lista Hot Latin Songs, y posteriormente a ello tuvo un rápido ascenso musical. Sus sencillos «Si tu marido no te quiere» y «En la intimidad» también estuvieron entre los treinta puestos más populares de la lista. Por sus logros en Billboard recibió una nominación en la categoría debut del año en los Premios Billboard de la Música Latina de 2017.
Desde el inicio de su carrera ha vendido más de 15 millones de copias, siendo uno de los artistas latinos con mayores ventas.Ha recibido reconocimientos como cinco Premios Billboard, doce Premios Billboard Latinos, cuatro récords Guinness, entre otros elogios. En 2018 la revista Time lo nombró en su lista anual de las 100 personas más influyentes del mundo.
Su álbum debut, Odisea (2017), alcanzó la primera posición de la lista Top Latin Albums. Para septiembre del mismo año, Ozuna había estado diecinueve veces en listas de Billboard. Su segundo disco, Aura (2018), debutó en las primeras posiciones a nivel mundial, y contiene sencillos como «Única» y «Vaina loca». Su tercer álbum de estudio, Nibiru (2019), contó con buena recepción crítica y comercial, y destacó con distintos géneros musicales.
Además de la música, ha incursionado en otros ámbitos. Hizo su debut actoral en 2018 con la película dominicana Qué León. En 2021 hizo una colaboración con el videojuego Call of Duty: Mobile. Es dueño del equipo los Osos de Manatí en el Baloncesto Superior Nacional (BSN) de Puerto Rico.

## Biografía
Juan Carlos Ozuna Rosado es hijo de madre puertorriqueña y padre dominicano. Nació en Puerto Rico el 13 de marzo de 1992. Su padre fue un bailarín durante tres años del cantante Vico C. Este murió cuando Ozuna tenía tres años, y debido a que su madre no pudo mantenerlo por problemas económicos vivió gran parte de su vida con su abuela. De pequeño la ayudaba en su negocio de accesorios para el cabello en Río Piedras. Desde temprana edad tuvo pasión por el género urbano y a los doce años empezó a componer canciones. En 2010, se mudó a Nueva York donde vivió con familiares en Washington Heights durante tres años en busca de oportunidades en la industria musical. Sobre su estancia comentó que: «La vida va muy rápido ahí, demasiado rápido, más rápido que yo, y creo que nadie puede ir más rápido que yo». A su regreso a Puerto Rico se enfocó intensamente en la música. Comenzó publicando maquetas por medio de internet bajo el nombre artístico J. Oz, y eventualmente optó por usar su apellido como seudónimo entre 2010 y 2011.

## Carrera musical

### 2012-2016: inicios musicales
Debutó como Ozuna en 2012 con la canción «Imaginando», y posteriormente lanzó canciones como «Igual como tú», «Yo quisiera», «Se solto», «Música eléctrica», entre otros más.
Durante 2013 publicó canciones como «Parcerita bonita», «El desquite», «Pa' que perren», «Juegos de amor (Remix)», «Que se prenda la disco», «Diferentes poses», entre otros. Por otro lado, en 2014 publicó «Mai que locura», «Contigo tengo todo», «Se toca todita», «En otro mundo», «Detras del mic »y más canciones con el fin de ser contactado por un cazatalentos. En 2014 firmó un contrato con la discográfica Golden Family Records, que le permitió afianzar su carrera musical con el lanzamiento del sencillo «Si no te quiere» junto al rapero D.OZi.
Antes de ganar popularidad absoluta, entre los años 2014 y 2015 trabajó con los productores Los de la Nazza, Musicólogo y Menes, conocidos por trabajar para Daddy Yankee desde 2007. En 2015, publicó canciones como «Falsas mentiras», «Corazón de seda», «Si tu marido no te quiere», «No quiere enamorarse» y  «Si te dejas llevar», este último realizado junto al cantante Juanka el Problematik y los productores Super Yei, Bless The Producer, y los mencionados anteriormente "Los de la Nazza" (Musicólogo y Menes). Ganó mayor popularidad al participar en el remix de la canción «Soldado y profeta» de Anuel AA, en colaboración con Almighty, Ñengo Flow y Kendo Kaponi.
Luego de colaborar en «La ocasión» de DJ Luian y Mambo Kingz en 2016, obtuvo mayor reconocimiento, ya que se convirtió en el primer sencillo de trap latino en alcanzar éxito internacional. Unos meses después también colaboró en la remezcla del mismo. Realizó conciertos en Europa y varios países latinoaméricanos.
En 2016, se convirtió en el artista latino más buscado en Google y uno de los más importantes del género urbano, y empezó a usar el apodo el Negrito de Ojos Claros, para referirse a él mismo. En una entrevista con Billboard dijo:

«Nunca imaginé que mi carrera despegara tan rápido. Creo que mi música se ha conectado con el público porque siempre tengo una visión clara de mis canciones, quiero que todos se identifiquen con mis temas y que todos formemos parte de él de alguna u otra manera».

Durante 2016 trabajó en el lanzamiento de su álbum debut Odisea, en el cual destacó como compositor y arreglista.

### 2017-2018:Odisea

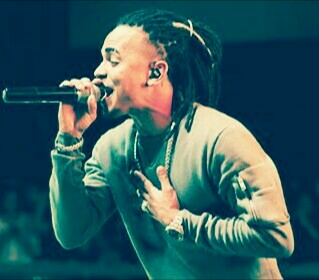
Ozuna cantando en 2017.

En 2017, cofundó junto con Vicente Saavedra la discográfica independiente Dimelo Vi. En febrero de 2017, anunció en Instagram que su álbum debut Odisea sería lanzado en mayo de 2017, sin embargo, más tarde se confirmó que sería el 25 de agosto de 2017. En junio del mismo año, Saavedra y Ozuna, firmaron un contrato de distribución musical con Sony Music Latin para el lanzamiento del álbum. El presidente de Sony Music Latin, comentó al respecto que: «El exitoso ascenso de Ozuna durante el último año en el ámbito musical es un fenómeno extraordinario. Nos enorgullece poder brindarle nuestro apoyo a Vicente y Dimelo Vi en esta nueva etapa de la brillante carrera de Ozuna». En general, Odisea resalta el estilo romántico del reguetón y muestra incursiones en el trap. El álbum recibió buena recepción crítica y comercial, y su producción fue elogiada por implementar estilos no tradicionales del reguetón, pese a ser un artista relativamente nuevo. En la primera semana fueron vendidas 18 000 copias, y canciones como «El farsante» y «Se preparó» lograron ubicarse en Hot Latin Songs. Contó con colaboraciones de De La Ghetto, Anuel AA, J. Balvin, Nicky Jam y Zion & Lennox. Durante 2017 también realizó colaboraciones con otros artistas como con Wisin en «Escápate conmigo», Daddy Yankee en «La rompe corazones» y Chris Jeday en «Ahora dice». En abril de ese año, anunció que la gira estadounidense Odisea Tour iniciaría el 26 de mayo. El primer concierto ocurrió en Atlanta, y visitó otras ciudades estadounidenses como Chicago, Miami y Los Ángeles. La gira se extendió como una mundial llamada Odisea World Tour, donde visitó Europa y Latinoamérica. Odisea estuvo en el puesto uno de los Top Latin Albums durante treinta semanas, y superó el récord de veintinueve semanas de Luis Miguel con el álbum Segundo romance.  En los premios Billboard de la música latina de 2018 ganó el premio de la categoría artista del año, y en los Premios Latin American Music de 2018 fue nominado a las categorías artista del año, artista favorito masculino y obtuvo el premio de artista favorito urbano. Odisea recibió una nominación en la categoría mejor álbum de música urbana de los Grammys Latinos de 2018. A finales del año Ozuna fundó la organización de caridad Odisea Children.

### 2018-2019:Aurae incursión en la actuación
En una entrevista en marzo de 2018, dijo que al finalizar la gira Odisea Tour se enfocaría en terminar su segundo álbum, Aura, con la posibilidad de lanzarlo en agosto. El primer sencillo, «La modelo», se lanzó el 20 de diciembre de 2017. Este obtuvo el puesto uno en las listas Latin Airplay y Latin Rhythm de Billboard. En un principio hubo especulaciones que sería lanzado el 18 de agosto, pero más tarde se confirmó sería el 24 de agosto. Contó con colaboraciones de Manuel Turizo, Wisin & Yandel, Romeo Santos, Anuel AA, J Balvin, Natti Natasha, Akon, Nicky Jam, Cardi B y R.K.M. & Ken-Y. Logró el puesto uno en los Top Latin Albums, y el siete en Billboard Hot 200, su primer top 10 de dicha lista. El mismo año comenzó su gira Aura Tour. Recorrió Estados Unidos y Europa, donde empezó el 26 de julio en Madrid y el 7 septiembre en Atlanta respectivamente.
El 20 de marzo de 2018, la conductora de El gordo y la flaca, Clarissa Molina, anunció que debutaría en el cine como protagonista de la película dominicana Qué León junto con Ozuna. En junio del mismo, este último inició los ensayos de su personaje llamado José Miguel León. Su canción «Vaina loca» formó parte de la banda sonora de la cinta.
A lo largo de 2018 colaboró en sencillos como «Sobredosis» de Romeo Santos, «Me niego» de Reik, «Brindemos» de Anuel AA, «Equis (remix)» de Nicky Jam, «Quisiera alejarme» de Wisin y «Taki Taki» de DJ Snake. En noviembre del mismo año fue nombrado como el artista más visto a nivel mundial en YouTube, y la revista Time lo incluyó en su lista anual de 100 personas más influyentes del mundo.

### 2019-2020:Nibiru
En noviembre de 2018 dio una pista en Twitter de que el nombre de su tercer álbum sería Nibiru. El 16 de noviembre lanzó el sencillo «Luz apagá» en el que colaboraron Lunay, Lyanno y Rauw Alejandro, pero después la canción no fue incluida en el álbum. En enero del mismo año lanzó «Baila baila baila» como el sencillo principal. Posteriormente lanzó las canciones «Cambio», «Muito Calor», «Cama vacía» , la primera una colaboración con Anuel AA y la segunda una colaboración con Anitta, pero ninguna figuró en la lista de canciones.
El 15 de marzo apareció en The Tonight Show Starring Jimmy Fallon e interpretó los sencillos «Baila baila baila» y «Taki Taki». El espectáculo se llevó a cabo un día después del lanzamiento de la canción «Vacía sin mí» junto con Darell. El álbum se lanzó el 29 de noviembre de 2019. Contó con influencias de baladas, trap, merengue y bachata. Sobre las fusiones de distintos géneros, el cantante comentó: «Yo soy un artista general, con influencias de distintos estilos». En Estados Unidos, debutó en el número 41 en el Billboard 200 y en el número uno en Top Latin Albums, con 17 000 unidades vendidas, convirtiéndose en el quinto debut más grande para un álbum latino lanzado en 2019. En México, recibió la certificación de oro a solo un día de su lanzamiento.
En septiembre de 2019, recibió cuatro récords Guiness por logros referentes a la música, como ser el artista más visto en YouTube. En octubre del mismo año se anunció su participación en la película F9. El siguiente mes, fuentes cercanas al cantante informaron que firmó un contrato por 100 millones de dólares con Sony Music, siendo uno de los más grandes acuerdos de un artista latino. En abril de 2020 se estrenó la secuela de Qué León, titulada Los Leones, la cual también protagonizó.

## Estilo musical e influencias

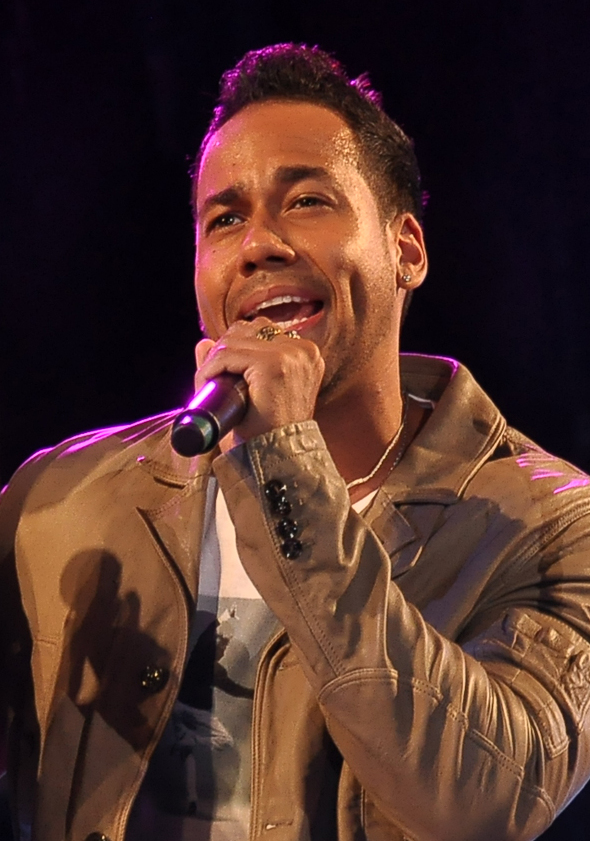
A pesar de enfocarse en la música urbana, Ozuna cita al cantante de bachata Romeo Santos como su mayor inspiración musical.

La voz de Ozuna se caracteriza por ser aguda. A veces la emplea para cantar baladas y en otras ocasiones para rapear. Ha comentado que se inspira en todo lo que sea trap, como el hip hop en bandas como Migos y Post Malone, al igual que géneros latinos como el merengue y la música dominicana. A pesar de que está más centrado en el reguetón, ha dicho que su mayor influencia es el cantante dominicano de bachata Romeo Santos, del cual dice que hace «música extática». Se distingue de otros artistas de trap ya que sus líricas no son tan explícitas, sino que procuran estar «sin vulgaridades, cuidando la imagen de la mujer». Esto es debido a su pasión por la literatura y los géneros de balada y bachata. Durante su estancia en Nueva York también fue influenciado por bandas como Sin Bandera, Camila y Aventura. También leía novelas de Paulo Coelho y Harry Potter para inspirarse al momento de componer. Aun así, no está en contra de las líricas explícitas de otros cantantes. Sobre el contenido sexual de sus canciones ha manifestado que: «mis letras no buscan ofender a la mujer. Tampoco que la llamen como no le gusta, son diferentes cosas que uno tiene que cuidar en el momento de difundir un tema».

## Vida personal
Se ha descrito como un «típico boricua de sangre dominicana» y ha expresado su interés de residir en República Dominicana al retirarse de la música. Inició una relación con Taina Meléndez en 2012, con quien tiene dos hijos: Sofía Ozuna (2014) y Juan Andrés Ozuna (2016). En enero de 2020 anunció que se comprometió con Meléndez.

## Baloncesto
Ozuna es muy aficionado al baloncesto. En octubre de 2022 se convirtió en propietario de los Brujos de Guayama, un equipo enrolado en el Baloncesto Superior Nacional, la liga profesional más importante de Puerto Rico. La franquicia fue reubicada en la ciudad de Manatí y rebautizada como Osos de Manatí.
Acostumbrado a practicar el deporte de modo amateur, Ozuna debutó en el baloncesto competitivo organizado el 3 de  septiembre de 2024 cuando jugó para los Osos de Manatí un partido ante el ABB Vaqueros correspondiente al torneo de la Primera Categoría de la FBPUR.

## Controversias
El cantante ha estado involucrado en varias polémicas. El 5 de enero de 2017 fue detenido junto con su equipo de trabajo en el Aeropuerto Internacional El Dorado en Bogotá, Colombia, por agentes migratorios. El hecho ocurrió luego de que él y su productor actuaran de forma violenta ante los agentes, lo que provocó la reprogramación de un concierto en Manizales. El 30 de julio del mismo año, durante un concierto en Nueva York,Estados Unidos golpeó con un micrófono a un seguridad por estar sobre el escenario. Recibió críticas por lo sucedido, y a través de Facebook manifestó su arrepentimiento. En agosto del mismo año, estuvo cerca del asesinato del narcotraficante Carlos Báez Rosa, conocido como Tonka, en Cantera, San Juan. Comentó que escuchó el tiroteo, huyó del área y dejó su camioneta Range Rover, y que la víctima era su amigo. Fue vinculado a la investigación del crimen cuando la policía halló su camioneta cerca del lugar. El 7 de agosto el auto fue decomisado para proceder con las investigaciones. Las autoridades encontraron documentación suya, 6500 dólares en efectivo y una sustancia que tras ser analizada dio positivo de cannabis. La policía ordenó la confiscación de la camioneta y del efectivo hallado en él, y analizó los documentos encontrados para verificar su procedencia. Luego del hecho fue amenazado de muerte por un grupo de narcotraficantes, y dijo que estaba tranquilo ante las amenazas. Unos días después se afirmó que no había un vínculo directo entre su auto y el tiroteo. El 20 de marzo de 2018 fue arrestado por atropellar a una mujer embarazada mientras conducía borracho por las calles de un barrio en Bayamón acto por el que fue declarado inocente tras sobornar al Juez y el 14 de julio del mismo año terminó con múltiples golpes en su cuerpo después de enfrentarse con unos delincuentes a los que les debía dinero desde hace 4 años.
El 23 de enero de 2019, luego de la filtración de un video íntimo en el que aparecía el cantante, su mánager Vicente Saavedra confirmó en un comunicado que efectivamente se trataba de él. Se trataba de una película pornográfica de 2011 titulada NY Sex Chronicles, dirigida por el actor de cine para adultos Ace Rockwood. Su abogado, Antonio Sagardia, dijo que Ozuna fue víctima de extorsión por parte del fallecido cantante Kevin Fret, no obstante la familia de este alegó que era un acuerdo, y no una extorsión. Las afirmaciones de ambos lados quedaron sin dilucidar desde el ámbito legal. El cantante pagó más de 50 000 dólares para mantener el video en privado. Por lo sucedido fue relacionado con el asesinato de Fret el 10 de enero del mismo año, sin embargo, él negó las acusaciones y su abogado señaló que no es sospechoso. El 30 de enero la fiscal Betzaida Quiñones dijo que no descartaba interrogarlo de ser necesario. Sus representantes iniciaron procesos legales, y aclararon que el video fue editado para causar más daño. Sobre el incidente, Ozuna manifestó: 

«Al igual que muchos jóvenes, cometí un error impulsado por la ignorancia. Hoy no sólo lamento lo ocurrido, sino lo condeno. Por ello, busqué ayuda y confío que todo pueda aclararse. Igual estaré atento al proceso y siempre dispuesto a colaborar con las autoridades para evitar la maldad que se aprovechó de este gran error. Pero más importante, le pido disculpas a mi familia que son la prioridad de mi vida y por ellos seguiré luchando».

## Discografía

### Álbumes de estudio
- 2017: Odisea
- 2018: Aura
- 2019: Nibiru
- 2020: Enoc
- 2022: OzuTochi
- 2023: Cosmo
- 2025: Herbolario

### Álbumes colaborativos
- 2021: Los dioses (junto a Anuel AA)

### Álbumes en vivo
- 2023: Ozu Vivo (Live) (En República Dominicana)

### EP
- 2023: Afro

## Giras
- Odisea Tour (2017)
- Aura Tour (2018-2019)
- Nibiru World Tour (2020)
- Ozutochi World Tour (2022)

## Filmografía

### Televisión
| Año  | Título           | Rol      | Notas             |
| ---- | ---------------- | -------- | ----------------- |
| 2017 | Guerra de ídolos | Él mismo | Invitado especial |

### Cine
| Año  | Título      | Rol                           | Notas                                |
| ---- | ----------- | ----------------------------- | ------------------------------------ |
| 2018 | Qué León    | José Miguel León              | Protagonista (Debut Cinematográfico) |
| 2019 | Los Leones  | José Miguel León              | Protagonista                         |
| 2021 | Tom y Jerry | Miembro del personal de bodas | Cameo                                |
| 2021 | F9          | Santos (joven)                | Secundario                           |

## Premios y nominaciones
Ozuna ha recibido numerosos premios, que incluyen cinco Billboard Music Award, doce Premios Billboard de la música latina, cuatro récords Guinness y ha tenido nominaciones a los Premios Grammy.
| Año  | Premiación                            | Categoría | Trabajo nominado              | Resultado | Ref.            |
| ---- | ------------------------------------- | --- | ----------------------------- | --------- | --------------- |
| 2017 | Premios Heat Latin Music              | Mejor nuevo artista                                                                                            | Ozuna                         | Nominado  | [ 124 ]         |
| 2017 | Latin American Music Awards           | Nuevo artista del año                                                                                          | Ozuna                         | Ganador   | [ 125 ]         |
| 2017 | Billboard Latin Music Awards          | Nuevo artista del año                                                                                          | Ozuna                         | Nominado  | [ 126 ]         |
| 2017 | Premios Juventud                      | Artista Breakthourgh                                                                                           | Ozuna                         | Ganador   | [ 127 ]         |
| 2018 | American Music Awards                 | Artista latino favorito                                                                                        | Ozuna                         | Nominado  | [ 128 ]         |
| 2018 | Billboard Music Awards                | Mejor artista latino                                                                                           | Ozuna                         | Ganador   | [ 129 ]         |
| 2018 | Billboard Music Awards                | Mejor álbum latino                                                                                             | Odisea                        | Ganador   | [ 129 ]         |
| 2018 | Billboard Music Awards                | Mejor canción latina                                                                                           | Escápate conmigo              | Nominado  | [ 129 ]         |
| 2018 | Billboard Latin Music Awards          | Artista del año                                                                                                | Ozuna                         | Ganador   | [ 130 ]         |
| 2018 | Billboard Latin Music Awards          | Artista masculino Hot Latin Songs del año                                                                      | Ozuna                         | Nominado  | [ 130 ]         |
| 2018 | Billboard Latin Music Awards          | Artista masculino del año en Top Latin Albums                                                                  | Ozuna                         | Nominado  | [ 130 ]         |
| 2018 | Billboard Latin Music Awards          | Artista solista de ritmo latino del año                                                                        | Ozuna                         | Nominado  | [ 130 ]         |
| 2018 | Billboard Latin Music Awards          | Canción latina caliente del año                                                                                | Escápate conmigo              | Nominado  | [ 130 ]         |
| 2018 | Billboard Latin Music Awards          | Canción Airplay del año                                                                                        | Escápate conmigo              | Nominado  | [ 130 ]         |
| 2018 | Billboard Latin Music Awards          | Canción de ritmo latino del año                                                                                | Escápate conmigo              | Nominado  | [ 130 ]         |
| 2018 | Billboard Latin Music Awards          | Mejor álbum latino del año                                                                                     | Odisea                        | Nominado  | [ 130 ]         |
| 2018 | Billboard Latin Music Awards          | Álbum de ritmo latino del año                                                                                  | Odisea                        | Nominado  | [ 130 ]         |
| 2018 | BMI Latin Awards                      | Canciones ganadoras                                                                                            | Dile que tú me quieres        | Ganador   | [ 131 ]         |
| 2018 | iHeartRadio Music Awards              | Mejor nuevo artista latino                                                                                     | Ozuna                         | Ganador   | [ 132 ]         |
| 2018 | Latin Grammy Award                    | Mejor álbum de música urbana                                                                                   | Odisea                        | Nominado  | [ 133 ]         |
| 2018 | LOS40 Music Awards                    | Premio LOS40 Global Show                                                                                       | Me niego                      | Ganador   | [ 134 ]         |
| 2018 | MTV Millennial Awards                 | Parodia | Tu foto                       | Nominada  | [ 135 ]         |
| 2018 | Soberano Awards                       | Colaboración del año                                                                                           | Criminal                      | Ganador   | [ 136 ]         |
| 2019 | American Music Awards                 | Artista latino favorito                                                                                        | Ozuna                         | Nominado  | [ 137 ]         |
| 2019 | Billboard Music Awards                | Mejor artista latino                                                                                           | Ozuna                         | Ganador   | [ 138 ]         |
| 2019 | Billboard Music Awards                | Mejor álbum latino                                                                                             | Aura                          | Ganador   | [ 138 ]         |
| 2019 | Billboard Music Awards                | Mejor canción latina                                                                                           | Te boté                       | Ganador   | [ 138 ]         |
| 2019 | Billboard Music Awards                | Mejor canción latina                                                                                           | Taki Taki                     | Nominado  | [ 138 ]         |
| 2019 | Billboard Music Awards                | Mejor canción dance/electrónica                                                                                | Taki Taki                     | Nominado  | [ 138 ]         |
| 2019 | Billboard Latin Music Awards          | Artista del año                                                                                                | Ozuna                         | Ganador   | [ 139 ]         |
| 2019 | Billboard Latin Music Awards          | Artista masculino Hot Latin Songs del año                                                                      | Ozuna                         | Ganador   | [ 139 ]         |
| 2019 | Billboard Latin Music Awards          | Artista masculino del año en Top Latin Albums                                                                  | Ozuna                         | Ganador   | [ 139 ]         |
| 2019 | Billboard Latin Music Awards          | Artista solista de ritmo latino del año                                                                        | Ozuna                         | Ganador   | [ 139 ]         |
| 2019 | Billboard Latin Music Awards          | Compositor del año                                                                                             | Ozuna                         | Nominado  | [ 139 ]         |
| 2019 | Billboard Latin Music Awards          | Canción latina caliente del año                                                                                | Te boté                       | Ganador   | [ 139 ]         |
| 2019 | Billboard Latin Music Awards          | Canción latina caliente del año                                                                                | Taki Taki                     | Nominado  | [ 139 ]         |
| 2019 | Billboard Latin Music Awards          | Canción latina caliente del año, evento vocal                                                                  | Taki Taki                     | Nominado  | [ 139 ]         |
| 2019 | Billboard Latin Music Awards          | Canción latina caliente del año, evento vocal                                                                  | Te boté                       | Ganador   | [ 139 ]         |
| 2019 | Billboard Latin Music Awards          | Canción Airplay del año                                                                                        | Te boté                       | Nominado  | [ 139 ]         |
| 2019 | Billboard Latin Music Awards          | Canción Airplay del año                                                                                        | Me niego                      | Nominado  | [ 139 ]         |
| 2019 | Billboard Latin Music Awards          | Canción pop latino del año                                                                                     | Me niego                      | Ganador   | [ 139 ]         |
| 2019 | Billboard Latin Music Awards          | Canción de ritmo latino del año                                                                                | Me niego                      | Nominado  | [ 139 ]         |
| 2019 | Billboard Latin Music Awards          | Canción de ritmo latino del año                                                                                | Te boté                       | Nominado  | [ 139 ]         |
| 2019 | Billboard Latin Music Awards          | Canción digital del año                                                                                        | Taki Taki                     | Nominado  | [ 139 ]         |
| 2019 | Billboard Latin Music Awards          | Canción digital del año                                                                                        | Te boté                       | Nominado  | [ 139 ]         |
| 2019 | Billboard Latin Music Awards          | Canción del año en streaming                                                                                   | Te boté                       | Ganador   | [ 139 ]         |
| 2019 | Billboard Latin Music Awards          | Canción del año en streaming                                                                                   | El farsante                   | Nominado  | [ 139 ]         |
| 2019 | Billboard Latin Music Awards          | Mejor álbum latino del año                                                                                     | Odisea                        | Ganador   | [ 139 ]         |
| 2019 | Billboard Latin Music Awards          | Mejor álbum latino del año                                                                                     | Aura                          | Nominado  | [ 139 ]         |
| 2019 | Billboard Latin Music Awards          | Álbum de ritmo latino del año                                                                                  | Aura                          | Nominado  | [ 139 ]         |
| 2019 | Billboard Latin Music Awards          | Álbum de ritmo latino del año                                                                                  | Odisea                        | Ganador   | [ 139 ]         |
| 2019 | Billboard Latin Music Awards          | Canción tropical del año                                                                                       | Sobredosis                    | Ganador   | [ 139 ]         |
| 2019 | BMI Latin Awards                      | Compositor latino contemporáneo del año                                                                        | Ozuna                         | Ganador   | [ 140 ]         |
| 2019 | BMI Latin Awards                      | Canciones ganadoras                                                                                            | Ahora dice                    | Ganador   | [ 140 ]         |
| 2019 | BMI Latin Awards                      | Canciones ganadoras                                                                                            | Criminal                      | Ganador   | [ 140 ]         |
| 2019 | BMI Latin Awards                      | Canciones ganadoras                                                                                            | El farsante                   | Ganador   | [ 140 ]         |
| 2019 | BMI Latin Awards                      | Canciones ganadoras                                                                                            | Escápate conmigo              | Ganador   | [ 140 ]         |
| 2019 | BMI Latin Awards                      | Canciones ganadoras                                                                                            | La modelo                     | Ganador   | [ 140 ]         |
| 2019 | BMI Latin Awards                      | Canciones ganadoras                                                                                            | La rompe corazones            | Ganador   | [ 140 ]         |
| 2019 | BMI Latin Awards                      | Canciones ganadoras                                                                                            | Se preparó                    | Ganador   | [ 140 ]         |
| 2019 | BMI Latin Awards                      | Canciones ganadoras                                                                                            | Te Boté (Remix)               | Ganador   | [ 140 ]         |
| 2019 | BMI Latin Awards                      | Canciones ganadoras                                                                                            | Tu foto                       | Ganador   | [ 140 ]         |
| 2019 | BreakTudo Awards                      | Éxito internacional del año                                                                                    | Taki taki                     | Ganador   | [ 141 ] [ 142 ] |
| 2019 | BreakTudo Awards                      | Artista latino                                                                                                 | Ozuna                         | Nominado  | [ 141 ] [ 142 ] |
| 2019 | Heat Latin Music Awards               | Mejor artista masculino                                                                                        | Ozuna                         | Nominado  | [ 143 ]         |
| 2019 | Heat Latin Music Awards               | Mejor artista urbano                                                                                           | Ozuna                         | Nominado  | [ 143 ]         |
| 2019 | Heat Latin Music Awards               | Mejor colaboración                                                                                             | Me niego                      | Nominado  | [ 143 ]         |
| 2019 | Heat Latin Music Awards               | Mejor colaboración                                                                                             | Criminal                      | Nominado  | [ 143 ]         |
| 2019 | iHeartRadio Music Awards              | Artista latino del año                                                                                         | Ozuna                         | Nominado  | [ 144 ]         |
| 2019 | iHeartRadio Music Awards              | Canción latina del año                                                                                         | Me niego                      | Nominado  | [ 144 ]         |
| 2019 | iHeartRadio Music Awards              | Mejor video musical                                                                                            | Taki taki                     | Nominado  | [ 144 ]         |
| 2019 | Latin American Music Awards           | Artista del año                                                                                                | Ozuna                         | Nominado  | [ 145 ]         |
| 2019 | Latin American Music Awards           | Artista Masculino Favorito                                                                                     | Ozuna                         | Nominado  | [ 145 ]         |
| 2019 | Latin American Music Awards           | Artista urbano favorito                                                                                        | Ozuna                         | Nominado  | [ 145 ]         |
| 2019 | Latin American Music Awards           | La canción del año                                                                                             | Taki taki                     | Ganador   | [ 145 ]         |
| 2019 | Latin American Music Awards           | Canción urbana favorita                                                                                        | Taki taki                     | Ganador   | [ 145 ]         |
| 2019 | Latin American Music Awards           | Canción urbana favorita                                                                                        | Vaina loca                    | Nominado  | [ 145 ]         |
| 2019 | Latin American Music Awards           | Canción pop favorita                                                                                           | Imposible                     | Nominado  | [ 145 ]         |
| 2019 | Latin American Music Awards           | Álbum del año                                                                                                  | Aura (álbum de Ozuna)         | Nominado  | [ 145 ]         |
| 2019 | Latin American Music Awards           | Álbum urbano favorito                                                                                          | Aura (álbum de Ozuna)         | Nominado  | [ 145 ]         |
| 2019 | Premios Grammy Latinos                | Mejor canción urbana                                                                                           | Baila baila baila             | Nominado  | [ 146 ]         |
| 2019 | MTV Europe Music Award                | Mejor acto caribeño de América Latina                                                                          | Ozuna                         | Nominado  | [ 147 ]         |
| 2019 | MTV Millennial Awards                 | Artista MIAW                                                                                                   | Ozuna                         | Nominado  | [ 147 ]         |
| 2019 | MTV Millennial Awards                 | Éxito del año                                                                                                  | Baila baila baila             | Nominado  | [ 147 ]         |
| 2019 | MTV Millennial Awards                 | Colaboración del año                                                                                           | Taki taki                     | Ganador   | [ 147 ]         |
| 2019 | Premios Juventud                      | Cantante, compositor, productor                                                                                | Ozuna                         | Nominado  | [ 148 ]         |
| 2019 | Premios Juventud                      | Canción de Traffic Jam                                                                                         | Baila baila baila             | Nominado  | [ 148 ]         |
| 2019 | Premios Juventud                      | Rutina de baile enfermo                                                                                        | Baila baila baila             | Nominado  | [ 148 ]         |
| 2019 | Premios Juventud                      | Cantando en la ducha                                                                                           | Imposible                     | Nominado  | [ 148 ]         |
| 2019 | Premios Juventud                      | Esto es un 'BTS'                                                                                               | Taki taki                     | Ganador   | [ 148 ]         |
| 2019 | Premios Lo Nuestro                    | Artista Urbano Masculino del Año                                                                               | Ozuna                         | Ganador   | [ 149 ] [ 150 ] |
| 2019 | Premios Lo Nuestro                    | Colaboración crossover del año                                                                                 | Taki taki                     | Ganador   | [ 149 ] [ 150 ] |
| 2019 | Premios Lo Nuestro                    | Single del año                                                                                                 | Me niego                      | Ganador   | [ 149 ] [ 150 ] |
| 2019 | Premios Lo Nuestro                    | Colaboración del año                                                                                           | Me niego                      | Ganador   | [ 149 ] [ 150 ] |
| 2019 | Premios Lo Nuestro                    | Canción del año                                                                                                | Me niego                      | Ganador   | [ 149 ] [ 150 ] |
| 2019 | Premios Lo Nuestro                    | Canción pop/rock del año                                                                                       | Me niego                      | Nominado  | [ 149 ] [ 150 ] |
| 2019 | Premios Lo Nuestro                    | Colaboración pop/rock del año                                                                                  | Me niego                      | Ganador   | [ 149 ] [ 150 ] |
| 2019 | Premios Lo Nuestro                    | Remix del año                                                                                                  | Te boté (Remix)               | Ganador   | [ 149 ] [ 150 ] |
| 2019 | Premios Lo Nuestro                    | Canción urbana del año                                                                                         | Única                         | Nominado  | [ 149 ] [ 150 ] |
| 2019 | Premios Lo Nuestro                    | Tour del año                                                                                                   | Aura tour                     | Ganador   | [ 149 ] [ 150 ] |
| 2019 | Premios Tu Música Urbano de Telemundo | Artista urbano masculino puertorriqueño                                                                        | Ozuna                         | Ganador   | [ 151 ]         |
| 2019 | Premios Tu Música Urbano de Telemundo | Artista del año                                                                                                | Ozuna                         | Ganador   | [ 151 ]         |
| 2019 | Premios Tu Música Urbano de Telemundo | Premio humanitario del año                                                                                     | Ozuna                         | Nominado  | [ 151 ]         |
| 2019 | Premios Tu Música Urbano de Telemundo | Canción pop urbana internacional                                                                               | Vaina loca                    | Nominado  | [ 151 ]         |
| 2019 | Premios Tu Música Urbano de Telemundo | Canción pop urbana internacional                                                                               | Imposible                     | Nominado  | [ 151 ]         |
| 2019 | Premios Tu Música Urbano de Telemundo | Canción pop urbana internacional                                                                               | Taki taki                     | Nominado  | [ 151 ]         |
| 2019 | Premios Tu Música Urbano de Telemundo | Canción pop urbana internacional                                                                               | Me niego                      | Nominado  | [ 151 ]         |
| 2019 | Premios Tu Música Urbano de Telemundo | Colaboración internacional del año                                                                             | Me niego                      | Nominado  | [ 151 ]         |
| 2019 | Premios Tu Música Urbano de Telemundo | Colaboración internacional del año                                                                             | Vaina loca                    | Ganador   | [ 151 ]         |
| 2019 | Premios Tu Música Urbano de Telemundo | Video internacional del año                                                                                    | Vaina loca                    | Nominado  | [ 151 ]         |
| 2019 | Premios Tu Música Urbano de Telemundo | Video internacional del año                                                                                    | Asesina (Remix)               | Nominado  | [ 151 ]         |
| 2019 | Premios Tu Música Urbano de Telemundo | Video internacional del año                                                                                    | Imposible                     | Nominado  | [ 151 ]         |
| 2019 | Premios Tu Música Urbano de Telemundo | Video internacional del año                                                                                    | El farsante                   | Ganador   | [ 151 ]         |
| 2019 | Premios Tu Música Urbano de Telemundo | Video internacional del año                                                                                    | Te Boté (Remix)               | Nominado  | [ 151 ]         |
| 2019 | Premios Tu Música Urbano de Telemundo | Remix internacional del año                                                                                    | Te Boté (Remix)               | Ganador   | [ 151 ]         |
| 2019 | Premios Tu Música Urbano de Telemundo | Remix internacional del año                                                                                    | Asesina (Remix)               | Nominado  | [ 151 ]         |
| 2019 | Premios Tu Música Urbano de Telemundo | Canción del año                                                                                                | Única                         | Nominado  | [ 151 ]         |
| 2019 | Premios Tu Música Urbano de Telemundo | Álbum internacional del año                                                                                    | Aura                          | Ganador   | [ 151 ]         |
| 2019 | Premios Tu Música Urbano de Telemundo | Concierto del año                                                                                              | Aura tour                     | Nominado  | [ 151 ]         |
| 2019 | Teen Choice Awards                    | Mejor canción latina                                                                                           | Baila Baila Baila (Remix)     | Nominado  | [ 152 ]         |
| 2019 | Teen Choice Awards                    | Mejor canción latina                                                                                           | Te robaré                     | Nominado  | [ 152 ]         |
| 2020 | Billboard Latin Music Awards          | Artista del año                                                                                                | Ozuna                         | Nominado  | [ 153 ]         |
| 2020 | Billboard Latin Music Awards          | Artista masculino Hot Latin Songs del año                                                                      | Ozuna                         | Nominado  | [ 153 ]         |
| 2020 | Billboard Latin Music Awards          | Artista masculino del año en Top Latin Albums                                                                  | Ozuna                         | Nominado  | [ 153 ]         |
| 2020 | Billboard Latin Music Awards          | Artista solista de ritmo latino del año                                                                        | Ozuna                         | Nominado  | [ 153 ]         |
| 2020 | Billboard Latin Music Awards          | Compositor del año                                                                                             | Ozuna                         | Nominado  | [ 153 ]         |
| 2020 | Billboard Latin Music Awards          | Canción latina caliente del año                                                                                | Otro trago                    | Nominado  | [ 153 ]         |
| 2020 | Billboard Latin Music Awards          | Evento vocal Canción latina caliente del año                                                                   | Otro trago                    | Nominado  | [ 153 ]         |
| 2020 | Billboard Latin Music Awards          | Canción del año en streaming                                                                                   | Otro trago                    | Nominado  | [ 153 ]         |
| 2020 | Billboard Latin Music Awards          | Canción de ritmo latino del año                                                                                | Otro trago                    | Nominado  | [ 153 ]         |
| 2020 | Billboard Latin Music Awards          | Canción de ritmo latino del año                                                                                | Baila Baila Baila             | Nominado  | [ 153 ]         |
| 2020 | Billboard Latin Music Awards          | Canción digital del año                                                                                        | Baila Baila Baila             | Nominado  | [ 153 ]         |
| 2020 | Billboard Latin Music Awards          | Canción Airplay del año                                                                                        | Baila Baila Baila             | Nominado  | [ 153 ]         |
| 2020 | Billboard Latin Music Awards          | Canción Airplay del año                                                                                        | China                         | Nominado  | [ 153 ]         |
| 2020 | Billboard Latin Music Awards          | Canción pop latino del año                                                                                     | Yo x Ti, Tu x Mi              | Nominado  | [ 153 ]         |
| 2020 | BMI Latin Awards                      | Canción latina contemporánea del año                                                                           | Taki taki                     | Ganador   | [ 154 ]         |
| 2020 | BMI Latin Awards                      | Canciones ganadoras                                                                                            | Me niego                      | Ganador   | [ 154 ]         |
| 2020 | BMI Latin Awards                      | Canciones ganadoras                                                                                            | Solita                        | Ganador   | [ 154 ]         |
| 2020 | BMI Latin Awards                      | Canciones ganadoras                                                                                            | Taki taki                     | Ganador   | [ 154 ]         |
| 2020 | BMI Latin Awards                      | Canciones ganadoras                                                                                            | Vaina loca                    | Ganador   | [ 154 ]         |
| 2020 | BMI Latin Awards                      | Canciones ganadoras                                                                                            | Única                         | Ganador   | [ 154 ]         |
| 2020 | BreakTudo Awards                      | Artista latino                                                                                                 | Ozuna                         | Nominado  | [ 155 ]         |
| 2020 | BreakTudo Awards                      | Colaboración del año                                                                                           | Yo x Ti, Tu x Mi              | Nominado  | [ 155 ]         |
| 2020 | BreakTudo Awards                      | Hit latino | Caramelo                      | Nominado  | [ 155 ]         |
| 2020 | Guinness World Records                | Artista con la mayor cantidad de videos para alcanzar mil millones de reproducciones en YouTube                | Ozuna                         | Ganador   | [ 156 ]         |
| 2020 | Guinness World Records                | La mayoría de las nominaciones a los premios Billboard de la música latina para un solo artista en un solo año | Ozuna                         | Ganador   | [ 156 ]         |
| 2020 | Guinness World Records                | Más premios Billboard de música latina para un solo artista en un solo año                                     | Ozuna                         | Ganador   | [ 156 ]         |
| 2020 | Guinness World Records                | Mayoría de las semanas en el n° 1 de la lista de mejores álbumes latinos de Billboard (masculino)              | Odisea                        | Ganador   | [ 156 ]         |
| 2020 | Premios Grammy Latinos                | Record del año                                                                                                 | China                         | Nominado  | [ 157 ]         |
| 2020 | Premios Grammy Latinos                | Mejor fusión/actuación urbana                                                                                  | China                         | Nominado  | [ 157 ]         |
| 2020 | Premios Grammy Latinos                | Mejor fusión/actuación urbana                                                                                  | Yo x Ti, Tu x Mi              | Ganador   | [ 157 ]         |
| 2020 | Premios Grammy Latinos                | Mejor actuación de reggaeton                                                                                   | Te Soñé De Nuevo              | Nominado  | [ 157 ]         |
| 2020 | Premios Grammy Latinos                | Mejor actuación de reggaeton                                                                                   | Si te vas                     | Nominado  | [ 157 ]         |
| 2020 | Premios Grammy Latinos                | Mejor álbum de música urbana                                                                                   | Nibiru                        | Nominado  | [ 157 ]         |
| 2020 | Premios Grammy Latinos                | Mejor canción urbana                                                                                           | Adicto                        | Nominado  | [ 157 ]         |
| 2020 | Premios Grammy Latinos                | Mejor canción urbana                                                                                           | Yo x Ti, Tu x Mi              | Ganador   | [ 157 ]         |
| 2020 | Premios Juventud                      | La mezcla perfecta                                                                                             | China                         | Ganador   | [ 158 ]         |
| 2020 | Premios Juventud                      | Canción de Traffic Jam                                                                                         | China                         | Ganador   | [ 158 ]         |
| 2020 | Premios Lo Nuestro                    | Artista urbano masculino del año                                                                               | Ozuna                         | Nominado  | [ 159 ]         |
| 2020 | Premios Lo Nuestro                    | Remix del año                                                                                                  | Baila Baila Baila (Remix)     | Nominado  | [ 159 ]         |
| 2020 | Premios Lo Nuestro                    | Remix del año                                                                                                  | Otro trago (Remix)            | Nominado  | [ 159 ]         |
| 2020 | Premios Lo Nuestro                    | Colaboración pop/rock del año                                                                                  | Imposible                     | Nominado  | [ 159 ]         |
| 2020 | Premios Lo Nuestro                    | Canción urbana del año                                                                                         | Baila Baila Baila             | Nominado  | [ 159 ]         |
| 2020 | Premios Lo Nuestro                    | Canción urbana del año                                                                                         | Te robaré                     | Nominado  | [ 159 ]         |
| 2020 | Premios Lo Nuestro                    | Colaboración urbana del año                                                                                    | Te robaré                     | Nominado  | [ 159 ]         |
| 2025 | Premios Lo Nuestro                    | Colaboración “crossover” del año                                                                               | «Vocation» (con David Guetta) | Nominados | [ 160 ]         |